# Kazimierza Wielka (gemeente)
De gemeente Kazimierza Wielka is een stad- en landgemeente in het Poolse woiwodschap Święty Krzyż, in powiat Kazimierski.
De zetel van de gemeente is in Kazimierza Wielka.
Op 30 juni 2004 telde de gemeente 16 950 inwoners.

## Oppervlakte gegevens
In 2002 bedroeg de totale oppervlakte van gemeente Kazimierza Wielka 140,59 km², waarvan:
- agrarisch gebied: 89%
- bossen: 3%

De gemeente beslaat 33,28% van de totale oppervlakte van de powiat.

## Demografie
Stand op 30 juni 2004:
| Omschrijving                   | Totaal | Totaal | Vrouwen | Vrouwen | Mannen | Mannen |
| ------------------------------ | ------ | ------ | ------- | ------- | ------ | ------ |
| eenheid                        | aantal | %      | aantal  | %       | aantal | %      |
| inwoners                       | 16 950 | 100    | 8675    | 51,2    | 8275   | 48,8   |
| bevolkingsdichtheid (inw./km²) | 120,6  | 120,6  | 61,7    | 61,7    | 58,9   | 58,9   |

In 2002 bedroeg het gemiddelde inkomen per inwoner 1102,73 zł.

## Aangrenzende gemeenten
Bejsce, Czarnocin, Koszyce, Opatowiec, Pałecznica, Proszowice, Skalbmierz